# كابوليفيري
كابوليفيري هي كومونا (بلدية) في جزيرة إلبا في إيطاليا . إداريًا هي جزء من مقاطعة ليفورنو في منطقة توسكانا ، وتقع على بعد حوالي 130 كيلومتر (81 ميل) جنوب غرب فلورنسا وحوالي مايقارب 90 كيلومتر (56 ميل) جنوب ليفورنو . و ظهر الاسم لأول مرة في وثيقة تابعة لجمهورية جنوة .

## روابط خارجية
- الموقع الرسمي
- www.capoliverionline.it/
- السياحة في كابوليفيري